# Sisquoc (Kalifornija)
Sisquoc je naseljeno područje za statističke svrhe u američkoj saveznoj državi Kalifornija. Prema popisu stanovništva iz 2010. u njemu je živjelo 183 stanovnika.